# Karel Nigrín

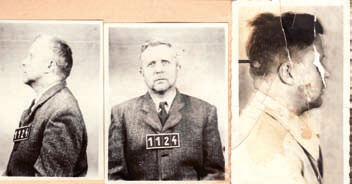
Nigríns Foto, angefertigt 1949 durch die Geheimpolizei

Karel Nigrín (* 29. Februar 1904 in Nové Strašecí; † 21. Juni 1982 in Prag), Pseudonym Karel Spal, war ein Mitarbeiter des Außenministeriums der tschechoslowakischen Exilregierung in London, nach 1945 ebenfalls im Außenministerium in Prag. Nach der Machtübernahme der Kommunisten 1948 wurde er 1949 verhaftet und wegen Landesverrat zur lebenslangen Haft verurteilt, dank einer Amnestie wurde er nach 14 Jahren aus der Haft entlassen. 1968 einer der aktiven Gründer und der erste Vorsitzender der unabhängigen Vereinigung politischer Gefangener K 231.

## Leben
Nigrín lebte während seiner ersten Jahre in Benešov. 1926 beendete er sein Studium an der Philosophischen Fakultät der Karls-Universität Prag und wirkte in Nové Zámky und Uherské Hradiště als Fachhochschullehrer für Geschichte. Nach dem Münchener Abkommen 1939 und der Besetzung der Tschechoslowakei durch Deutschland half er die Flucht von Studenten ins Ausland zu organisieren, wurde verhaftet und zum Tod verurteilt. Es gelang ihm jedoch, über Jugoslawien, Libanon und Frankreich nach London zu flüchten. In London arbeitete er in der Exilregierung von Edvard Beneš im Außenministerium. Nach 1945 kehrte er nach Prag zurück und arbeitete ebenfalls im Außenministerium als Fachoberrat.
Nigrín, der Mitglied der Tschechoslowakischen Volkssozialistischen Partei (Československá strana národně socialistická, kurz ČSNS) war, wurde am 6. Februar 1949 verhaftet und wegen angeblicher Fluchtbeihilfe zu lebenslänglich verurteilt. Er wurde später amnestiert und am 3. Dezember 1963 aus der Haft entlassen. Die Haftjahre verbrachte er im berüchtigten Gefängnis Leopoldov in der Westslowakei.
Während des Prager Frühlings wurde Nigrín wieder aktiv, er beteiligte sich an der Gründung der gesellschaftlich sehr agilen Vereinigung ehemaliger politischer Gefangener K 231 und wurde zum ersten Vorsitzenden des Vereins. Nach dem Niederschlagen des Prager Frühlings zog sich Nigrín zurück, wurde jedoch bis zu seinem Tod durch die Geheimpolizei StB beobachtet.
Nigrín schrieb einige Abhandlungen über den antifaschistischen Widerstand in der Tschechoslowakei, publizierte als Belletrist, schrieb kulturelle Beiträge und übersetzte aus dem Englischen.
2009 erhielt er in memoriam die Verdienstmedaille „Medaile za zásluhy“.